# Roko
Rocío Pérez Armenteros, coneguda pel seu nom artístic, Roko   (Alcalá la Real, 13 de juliol de 1989) és una cantant, compositora i actriu andalusa, va compondre cançons d’estil soul principalment en castellà, però també en altres idiomes. Maqueta cançons per a altres artistes i treballa amb Antonio Ferrara, col·laborador de Carlos Jean.
Als 8 anys va començar els seus estudis de música i guitarra al conservatori que posteriorment va completar amb nombrosos cursos i classes de cant i expressió corporal.
La seva primera actuació va arribar als 14 anys en una gala benèfica per a UNICEF. Va començar a treballar cada vegada més contínuament amb el seu amic i productor Antonio Ferrara, participant com a corista i entrenadora vocal en diferents produccions per a Sony Music, Pep's Records i Diferenza Music entre d'altres i creant la seva primera formació musical Saudade Chill, amb la qual comptava amb el oportunitat de fer una gira durant 3 anys i enregistrar el seu primer àlbum del mateix nom.
Va compondre un tema amb Ferrara per a l'àlbum de Malú Vive, anomenat Inutilmente.
El 2011 es llicencia a l'escola superior d'Art Dramàtic de Màlaga "Antonio Banderas". Durant els seus primers anys de carrera va participar en diverses obres musicals com Nine i Bad Girl, entre d'altres. Ha treballat en diferents companyies teatrals com Teatro Lírico Andaluz, La Pulga Teatro i en produccions conjuntes de La Perrera i La Caldera teatro.
Va passar pels concursos El número uno, en què va quedar 2ª i Tu cara me suena, en què va guanyar la segona edició. Ha anat convidada a les posteriors edicions del concurs. També va col·laborar a Tu cara me suena mini amadrinant a Carla, una de les concursants infantils amb qui compartia actuacions.
Entre el 2013 i el 2014 va participar en la sèrie musical d'Antena 3 Vive cantando. També el 2014 va publicar el seu primer àlbum, "3, 2, 1: ROKO" produït per Antonio Ferrara.
Les seves primeres incursions en el cinema arriben com a actriu de doblatge en els llargmetratges d'animació "Meñique" i "Jack y la mecánica del corazón".
Posteriorment participa a "El Principito" on posa veu a la versió en castellà del seu tema principal (Sígueme) i a "Sin Rodeos" de Santiago Segura, també en la seva banda sonora.
En teatre musical ha protagonitzat "La gatita blanca" al Teatre de la Zarzuela de Madrid, "Nine" en el paper de Luisa Contini al Teatre Amaya de Madrid i, des de 2019, en la reeixida gira nacional de La llamada en què interpreta la germana Milagros.
El 2020, durant el confinament, va enregistrar una versió de la cançó "You are my sunshine" amb la banda Potato Head Jazz Band.